# Que Ningún Niño Se Quede Atrás

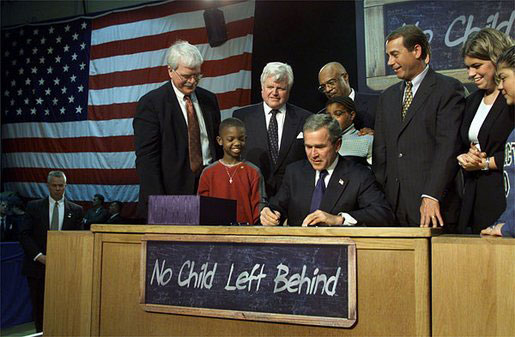
El Presidente George W. Bush firmando la ley en 2002.

La ley Que Ningún Niño Se Quede Atrás (en inglés: No Child Left Behind, NCLB) fue aprobada por el Congreso de los Estados Unidos con la finalidad de ayudar a los estudiantes a obtener mejores resultados. La ley entró en vigor durante la presidencia de George W. Bush, el 8 de enero de 2002. Con esta ley, las escuelas estadounidenses se han visto forzadas a obligar a sus respectivos alumnos a mejorar progresivamente las notas de los exámenes si no quieren perder la financiación que reciben del gobierno federal.
Desde que la ley entrara en vigor, el Congreso ha dado a las escuelas desde 42,2 mil millones de dólares en 2001 hasta 54,4 mil millones en 2007. No Child Left Behind obtuvo un incremento desde 2001 a 2007, de 17,4 mil millones hasta 24,4.

## Historia legislativa
La legislación fue propuesta por el entonces presidente George W. Bush el 23 de enero de 2001. Sus coautores son los representantes John Boehner, George Miller y los senadores Edward Kennedy y Judd Gregg. La legislación fue aprobada por la cámara de representantes el 23 de mayo de 2001.